# DDR-Straßen-Radmeisterschaften 1964
Bei den Straßen-Radmeisterschaften in der DDR 1964 wurden die Meister im Straßeneinzelrennen der Männer und Frauen sowie im 100-km-Mannschaftszeitfahren ermittelt. Es siegten Rüdiger Tanneberger, Elisabeth Eichholz und der SC Dynamo Berlin.

## Männer-Einzel
Rund 100 Fahrer nahmen am Sonntag, dem 23. August, den Kampf um die Straßen-Einzelmeisterschaft auf einem 16,5 Kilometer langen Rundkurs im thüringischen Schleusingen auf, den sie zehnmal zu bewältigen hatten. Auf den 165 Kilometern entwickelte sich ein abwechslungsreiches Rennen, das von zahlreichen Ausreißversuchen geprägt war. Schon in der zweiten Runde fuhr eine Vierergruppe dem Feld davon, angeführt vom Leipziger Dieter Mickein. Durch einen Sturz Mickeins fiel die Gruppe jedoch wieder in das Hauptfeld zurück und gab später auf. Anschließend setzten sich Karl-Heinz Kazmierzak und Rüdiger Tanneberger ab und konnten einen Vorsprung von 40 Sekunden herausarbeiten. Sie wurden in der fünften Runde wieder eingefangen. In der siebten Runde hatte ein Trio um Siegfried Huster 50 Sekunden Vorsprung, aber auch diese drei wurden eine Runde später vom 40-köpfigen Hauptfeld eingeholt. In der letzten Runde übernahm erneut Huster die Führung, aber auf dem letzten Kilometer überspurteten ihn Fritz Braun und Tanneberger, wobei Letzterer als Erster den Zielstrich überquerte und damit überraschend die Meisterschaft gewann. 
|      | Fahrer               | Mannschaft         | Zeit (h)          |
| ---- | -------------------- | ------------------ | ----------------- |
| 01.  | Rüdiger Tanneberger  | SC Karl-Marx-Stadt | 4:57:27           |
| 02.  | Fritz Braun          | SC DHfK Leipzig    | gleiche Zeit      |
| 03.  | Siegfried Huster     | SC Karl-Marx-Stadt | gleiche Zeit      |
| 04.  | Bernhard Eckstein    | SC DHfK Leipzig    | + 0:15 min        |
| 05.  | Rainer Marks         | SC DHfK Leipzig    | alle gleiche Zeit |
| 06.  | Manfred Weißleder    | SC Karl-Marx-Stadt | alle gleiche Zeit |
| 07.  | Karl-Heinz Krause    | SC DHfK Leipzig    | alle gleiche Zeit |
| 08.  | Lothar Appler        | SC Dynamo Berlin   | alle gleiche Zeit |
| 09.  | Hans-Dieter Taufmann | SC Dynamo Berlin   | alle gleiche Zeit |
| 10.  | Bernd Patzig         | SC Karl-Marx-Stadt | alle gleiche Zeit |
| 0... |                      |                    |                   |

## Frauen
Die Straßenmeisterschaft der Frauen wurde am Sonntag, dem 2. August, im Rahmen des Großen Diamant-Preises auf der 75 Kilometer langen Strecke Karl-Marx-Stadt–Frohburg–Karl-Marx-Stadt ausgetragen. Diese führte durch bergiges Gelände, und es herrschte starker Wind. Die erste Hälfte des Rennens verlief ohne wesentliche Höhepunkte, lediglich die Dresdnerin Hertha Blasche sorgte mit ihrem Ausreißversuch, mit dem sie zeitweilig einen Vorsprung von zwei Minuten herausgefahren hatte, für Aufsehen. Nach dem Wendepunkt in Frohburg bildete sich eine 25-köpfige Gruppe, die die Dresdnerin schnell eingeholt hatte. Auf dem Weg nach Karl-Marx-Stadt dezimierte sich die Gruppe durch einen Sturz und weil etliche Fahrerinnen das Tempo nicht mithalten konnten. Zwei Kilometer vor dem Ziel lagen nur noch sechs Fahrerinnen vorne. Kurz vor dem Ziel stürzte Monika Hörig, die als Siegerin des ersten Etappenrennens für Frauen in der DDR als Mitfavoritin galt. Aus dieser Gruppe gelang es Elisabeth Eichholz und Renate Krämer sich abzusetzen und allein dem Ziel entgegenzufahren. Im Spurt setzte sich Eichholz erfolgreich durch. 
|      | Fahrerin           | Mannschaft                | Zeit (h)        |
| ---- | ------------------ | ------------------------- | --------------- |
| 01.  | Elisabeth Eichholz | SC Leipzig                | 2:32:41         |
| 02.  | Renate Krämer      | SC Karl-Marx-Stadt        | gleiche Zeit    |
| 03.  | Andrea Elle        | TSC Berlin                | alle + 0:15 min |
| 04.  | Jutta Jänicke      | TSC Berlin                | alle + 0:15 min |
| 05.  | Karla Günther      | TSC Berlin                | alle + 0:15 min |
| 06.  | Renate Damm        | ASG Vorwärts Straußberg   | alle + 0:15 min |
| 07.  | Moser              | SG Dynamo Karl-Marx-Stadt | + 2:45 min      |
| 0... |                    |                           |                 |

## 100-km-Mannschaftszeitfahren
Am Mittwoch, dem 23. September, wurde auf der traditionellen Zeitfahr-Strecke bei Lübben (Spreewald) die Straßen-Mannschaftsmeisterschaft veranstaltet. Es gewann zum vierten Mal in ununterbrochener Reihenfolge der SC Dynamo Berlin. Mit seinem neu formierten Vierer, in dem nur noch Kurt Müller von der vorjährigen Meistermannschaft mitfuhr, siegte der SC Dynamo mit Maleska, Kurt Müller, Horst Klawohn und Axel Peschel mit einem Vorsprung von 1:39 Minuten vor dem 
ASK Vorwärts Leipzig.
|      | Mannschaft               | Zeit (h)  |
| ---- | ------------------------ | --------- |
| 01.  | SC Dynamo Berlin I       | 2:11:46,4 |
| 02.  | ASK Vorwärts Leipzig I   | 2:12:35,4 |
| 03.  | SC DHfK Leipzig I        | 2:15:22,4 |
| 04.  | SC Karl-Marx-Stadt I     | 2:17:00,9 |
| 05.  | SC Karl-Marx-Stadt II    | 2:18:50,4 |
| 06.  | ASK Vorwärts Leipzig II  | 2:20:00,0 |
| 07.  | ASK Vorwärts Leipzig III | 2:20:14,5 |
| 08.  | TSC Berlin               | 2:21:00,0 |
| 0... |                          |           |